# Andrenosoma rufipennis
Andrenosoma rufipennis là một loài ruồi trong họ Asilidae. Andrenosoma rufipennis được Wiedemann miêu tả năm 1828.